# Стигма (буква)
Ϛ, ϛ (стигма, др.-греч. στίγμα) — лигатура греческих букв сигма и тау, иногда использовалась в новое время для обозначения греческой цифры 6. Однако сегодня буквы στʹ (ΣΤʹ) шире используются для представления цифры 6 или 6-го порядка.

## История и использование

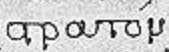
Греческое слово στρατόν, написанное с сигма-тау лигатурой в византийском манускрипте

В Юникоде стигма закодирована как «greek letter stigma» U+03DA (Ϛ) и «greek small letter stigma» U+03DB (ϛ). В большинстве современных шрифтов стигма в нижнем регистре выглядит так же, как и конечная сигма (ς), но верхний крючок больше и дальше уходит вправо. Ранее использовались и другие[какие?] формы буквы.
Собственно говоря, в качестве цифры 6 использовалась курсивная форма буквы дигамма. Её стали называть стигмой в поздневизантийское время (лигатура сочетания στ не использовалась в античные времена и стала использоваться только в средневековых манускриптах; в словаре византийского греческого языка Софоклиса, который покрывает языковой период примерно до 1000 года, отсутствует значение слова «стигма» как для лигатуры, так и для числа).

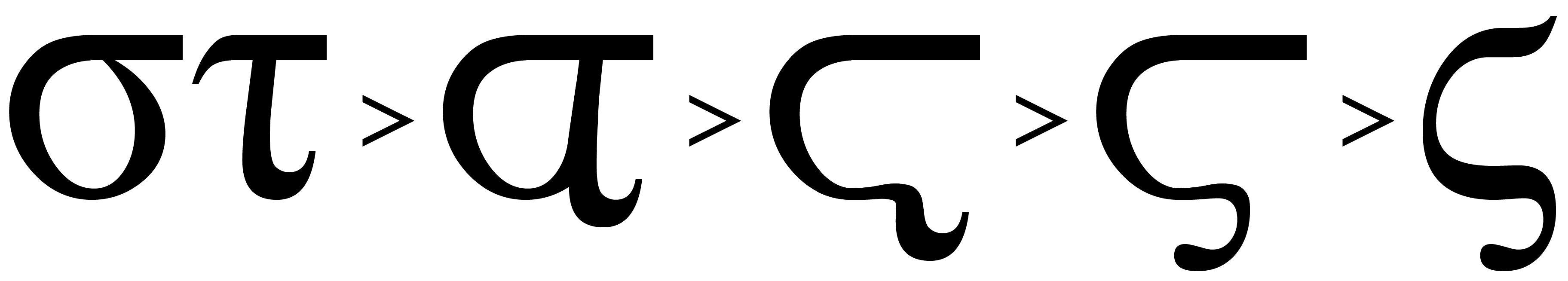
Переход сигмы и тау в стигму

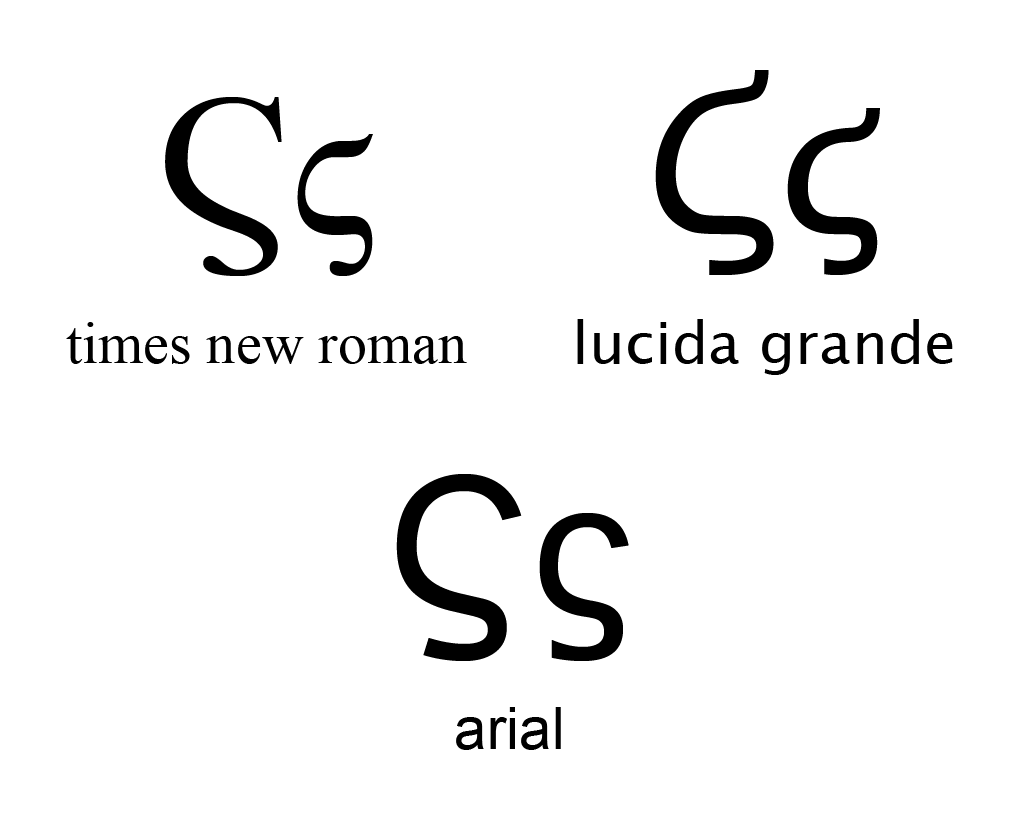
Стигма в трёх стандартных шрифтах: Times New Roman, Lucida Grande, Arial